# Celama gionotypa
Celama gionotypa är en fjärilsart som beskrevs av Turner 1944. Celama gionotypa ingår i släktet Celama och familjen trågspinnare. Inga underarter finns listade i Catalogue of Life.